# Fossa de les cavernes
El fossa de les cavernes (Cryptoprocta spelea), conegut igualment com a fossa gegant, és una espècie de carnívor extint de Madagascar pertanyent a la família dels euplèrids. Aquesta família té les mangostes com a parents més propers i inclou tots els carnívors malgaixos. Fou descrit per primera vegada el 1902 i el 1935 fou reconeguda com a espècie diferent del seu parent més proper, el fossa (C. ferox), que encara viu avui en dia. El fossa de les cavernes era més gros que l'actual, però altrament eren bastant similars. No sempre se'ls ha separat en dues espècies diferents. No se sap quan ni per què desaparegué la forma més grossa. Hi ha proves anecdòtiques (incloent-hi presumptes observacions de fosses molt grossos) que encara en sobreviu més d'una espècie.
Aquesta espècie és coneguda a partir d'ossos subfòssils descoberts en una sèrie de coves del nord, l'oest, el sud i el centre de Madagascar. En alguns llocs foren trobats juntament amb restes de C. ferox, però no hi ha proves que ambdós visquessin al mateix període. En altres regions hi ha espècies vivents de carnívors propers i de mida similar que coexisteixen, cosa que suggereix que podria haver passat el mateix amb C. spelea i C. ferox. C. spelea hauria estat capaç de depredar animals més grans que el seu parent més petit, incloent-hi els recentment extints lèmurs gegants.

## Taxonomia
El 1902, Guillaume Grandidier descrigué restes subfòssils de carnívors trobades a dues coves de Madagascar com una «varietat» més grossa del fossa vivent (Cryptoprocta ferox), C. ferox var. spelea. G. Petit, en un article del 1935, considerà spelea com a espècie a part. Charles Lamberton revisà els Cryptoprocta subfòssils i vivents el 1939 i, com Petit, en reconegué dues espècies, anomenant aquesta espècie a partir d'un espècimen trobat a la Cova d'Ankazoabo, a prop d'Itampolo. El nom específic spelea es refereix a les coves i li fou donat pel lloc on fou descoberta l'espècie. Tanmateix, sembla que Lamberton no disposava de més de tres esquelets del fossa actual, una mostra insuficient per estimar la variació existent dins d'aquesta espècie. Per això, alguns autors posteriors no consideraren C. spelea i C. ferox espècies diferents. Steven Goodman i col·laboradors utilitzaren una mostra més àmplia per recollir un conjunt de mesuraments de Cryptoprocta que foren publicats en un article del 2004. Descobriren que alguns Cryptoprocta subfòssils quedaven fora del rang de variació del fossa vivent i els assignaren al fossa de les cavernes. Grandidier no havia designat un espècimen tipus per l'espècie, de manera que per mantenir el nom C. spelea per a la forma més gran de fossa, Goodman i col·laboradors elegiren un espècimen com a espècimen tipus (més concretament, un neotip).
Lamberton reconegué una tercera espècie, Cryptoprocta antamba, basant-se en un maxil·lar inferior dotat d'un espai anormalment ample entre els còndils mandibulars del darrere. També referí a aquesta espècie dos fèmurs i una tíbia de mida intermèdia entre C. spelea i C. ferox. El nom específic es refereix a l'antamba, un animal que presumptament venia del sud de Madagascar, descrit per Étienne de Flacourt el 1658 com un gran carnívor rar semblant a un lleopard, que suposadament s'alimenta d'homes i vedells i viu en zones muntanyoses remotes; podria haver estat el fossa de les cavernes. Goodman i col·laboradors no foren capaços de trobar el material de Cryptoprocta antamba utilitzat per Lamberton, però suggeriren que es basava en un fossa de les cavernes anormal. El fossa actual i el fossa de les cavernes formen el gènere Cryptoprocta dins de la família dels euplèrids, que també inclou els altres carnívors malgaixos: l'eupleri, la civeta de Madagascar i els galidins. Els estudis de seqüències d'ADN indiquen que els euplèrids formen un grup natural (monofilètic) i que els seus parents més propers són les mangostes d'Euràsia i el continent africà.

## Descripció

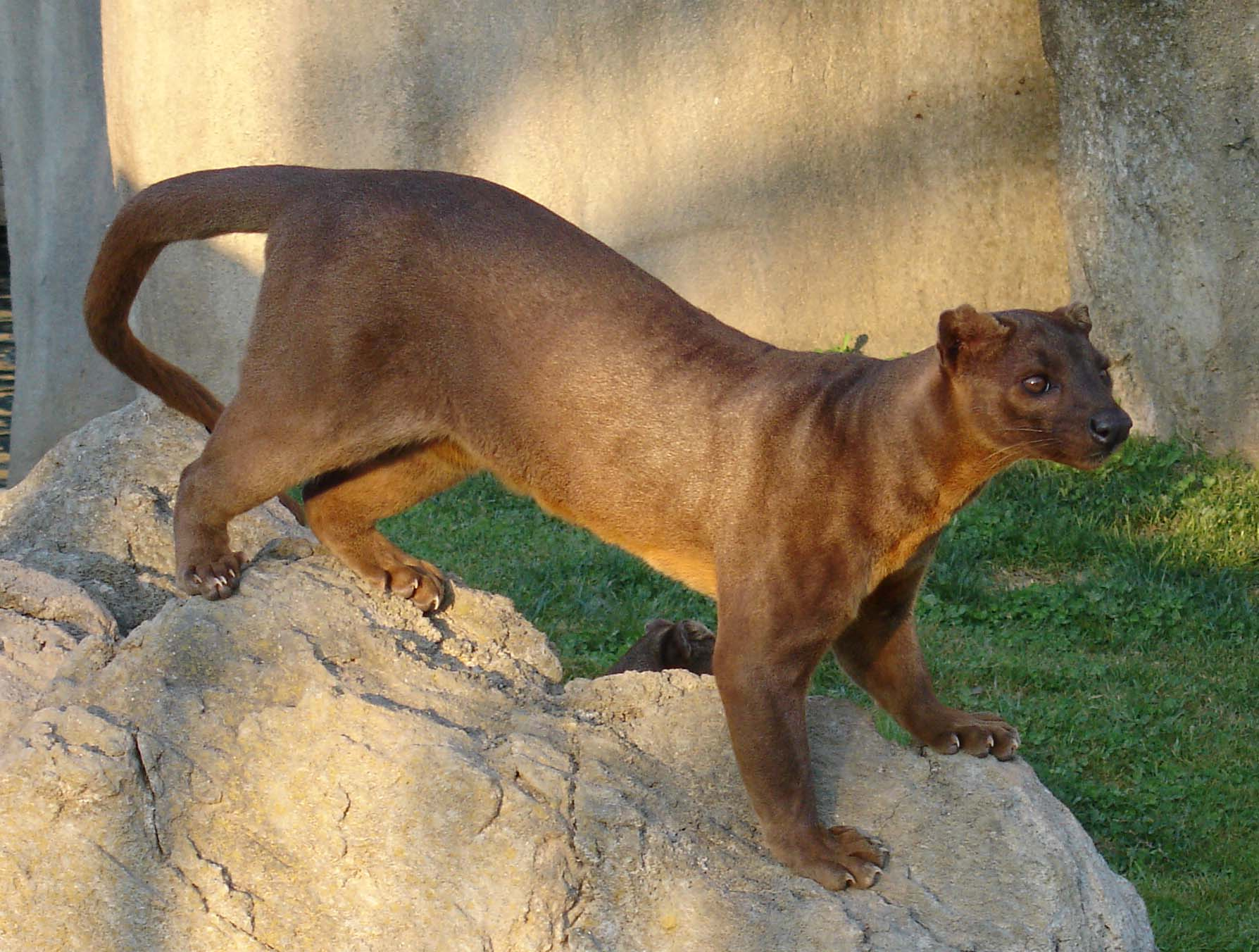
El fossa (Cryptoprocta ferox) és un parent vivent més petit del fossa de les cavernes.

Tot i que s'han descrit algunes diferències morfològiques entre les dues espècies de fossa, és possible que siguin al·lomètriques (relacionades amb el creixement), i en la seva descripció del fossa del 1986 a Mammalian Species, Michael Köhncke i Klaus Leonhardt escrigueren que ambdues espècies són morfològicament idèntiques. Tanmateix, les restes de C. spelea són més grans que les de qualsevol fossa vivent. Goodman i col·laboradors trobaren que les mesures cranials d'espècimens de fossa de les cavernes eren entre 1,07 i 1,32 vegades més grans que en els fosses adults d'avui en dia, i les mesures postcranials eren entre 1,19 i 1,37 vegades més grans. L'únic espècimen de C. spelea en què es pogué determinar amb certesa la llargada condilobasal (la mesura de la llargada cranial total) mesurava 153,4 mm, en comparació amb una variació de 114,5 a 133,3 mm en els adults de C. ferox. La llargada de l'húmer en dotze C. spelea varia entre 122,7 i 146,8 mm, amb una mitjana de 137,9 mm, en comparació amb entre 108,5 i 127,5 mm i una mitjana de 116,1 mm en el fossa vivent. Les estimacions de la massa corporal del fossa de les cavernes varien entre 17 kg i 20 kg i era un dels carnívors més grans de l'illa. En canvi, els fosses adults d'avui en dia pesen entre 5 i 10 kg.

## Distribució, ecologia i extinció
El fossa de les cavernes és l'únic carnívor extint conegut de Madagascar; els animals malgaixos d'extinció recent també inclouen com a mínim 17 espècies de lèmurs, la majoria de les quals són més grans que les formes vivents, així com aus elefant i hipopòtams malgaixos, entre d'altres. S'han trobat restes subfòssils del fossa gegant a jaciments rupestres de l'Holocè, des de l'extrem septentrional de Madagascar fins a l'extrem meridional, passant per la costa occidental, i els altiplans centrals. En alguns jaciments s'han trobat restes de C.–spelea i restes més petites corresponents a l'espècie vivent, C. ferox; tanmateix, la manca de dades estratigràfiques sòlides i la falta de datació per radiocarboni dels ossos subfòssils de Cryptoprocta fa que sigui incert si les dues espècies visqueren a la mateixa regió i al mateix període. La mida proporcional de les dues espècies es troba dins del rang de proporcions que es dona en fèlids i mangostes vivents de mida similar de les mateixes àrees, cosa que suggereix que les dues espècies podrien haver coexistit.
| Localitat                                        | spe. | fer. |
| ------------------------------------------------ | ---- | ---- |
| Ampasambazimba                                   |      | +    |
| Ankarana                                         | +    | +    |
| Ankazoabo                                        | +    |      |
| Antsirabe                                        | +    | +    |
| Behova                                           | +    | +    |
| Beloha                                           | +    | +    |
| Belo sur Mer                                     | +    | +    |
| Bemafandry                                       | +    |      |
| Betioky                                          | +    |      |
| Lakaton'ny akanga                                | +    |      |
| Lelia                                            |      | +    |
| Manombo                                          | +    | +    |
| Tsiandroina                                      | +    |      |
| Tsiravé                                          |      | +    |
| Abreviacions: - spe.: C. spelea - fer.: C. ferox |      |      |

La seva gran mida, juntament amb una mandíbula i unes dents formidables, feia del fossa gegant un gran depredador «semblant a un puma», i a més de menjar-se lemúrids petits, també podria haver caçat algunes espècies grosses dels ja extints lèmurs subfòssils, que haurien estat massa grans per C. ferox. No s'ha trobat cap prova subfòssil definitiva que depredés lèmurs. Aquesta suposició es basa en la dieta de l'espècie vivent de fossa, més petita. Altres possibles preses podrien haver estat els tenrecs, euplèrids més petits i fins i tot hipopòtams malgaixos joves. La seva extinció podria haver canviat la dinàmica de depredació a Madagascar.
Actualment, la Llista Vermella de la UICN considera que el fossa de les cavernes és una espècie extinta. Es desconeix quan i per què s'extingí. Tanmateix, els habitants de Madagascar sovint reconeixen dues formes de fossa: el fosa mainty (o «fossa negre»), més gros, i el fosa mena («fossa vermellós»), més petit. També hi ha hagut observacions anecdòtiques de fosses vivents molt grossos, com ara un fossa de dos metres i 30 kg a Morondava. Goodman i col·laboradors suggeriren que una investigació més aprofundida podria revelar que encara hi ha més d'una espècie de fossa.